# Craugastor sandersoni
Craugastor sandersoni är en groddjursart som först beskrevs av Schmidt 1941.  Craugastor sandersoni ingår i släktet Craugastor och familjen Craugastoridae. IUCN kategoriserar arten globalt som starkt hotad. Inga underarter finns listade i Catalogue of Life.